# Stan, Mirna
Stan je naselje v občini Mirna.
Stan je obcestno slemensko naselje nad Mirnsko dolino dostopno po cesti z Mirne, ki se od tod nadaljuje do Debenca, naselju pripada tudi zaselek Reber. Na severovzhodu se nahaja globoka dolina Dule s potokom, ki izvira v Slivcu in teče proti Volčjim Njivam. Vsa severna stran je gozdnata, prevladuje bukov gozd, na vzhodu pa pobočje prehaja v vrh Debenca in Grabljak. Na jugu je globoka gozdnata Kraljeva dolina s potokom, ki izvira pod Gladko steno, kjer preide v višji Blatni klanec. Zahodno od Rebri je gozd Kozlevec, v katerem izvira močan izvir Staro apno, odkrito pa je bilo tudi halštatsko gomilno grobišče. Na severovzhodni strani proti Cirniku se nahaja Petričev studenec, med vojno pa je bilo več zidanic in hramov požganih.